# كال لان
كال لان هي نحّاتة كندية، ولدت في 1968 في هاليفاكس في كندا.